# Transjent
Transjent (akustyka)(ang. Transient – przemijający, chwilowy) – element fali dźwiękowej, będący integralną częścią sygnału akustycznego (również jako cały ten sygnał), charakteryzujący się wysoką amplitudą i krótkim czasem przemijania.
W procesie cyfrowej obróbki dźwięku wykorzystuje się techniki kształtowania transjentów aby celowo osiągnąć korzystne dla produkcji rezultaty, np. podkreślenie charakteru utworu muzycznego.
Sygnał akustyczny będący przedmiotem zainteresowania ma charakter przejściowy, ponieważ sygnały istnieją przez ograniczony czas. Typowe przejściowe zakłócenia akustyczne obejmują np. mowę, szumy uderzeniowe, takie jak uderzenie kijem baseballowym, dźwięki muzyczne i inne biologiczne lub wywołane przez maszynę przemiany akustyczne.
Oprócz znanych źródeł energii akustycznej, transjenty akustyczne generowane są przez wszelkiego rodzaju urządzenia lub oprogramowanie, np. zdalne lokalizowanie podwodnych obiektów czy złóż ropy naftowej i gazu. Mają również zastosowania biomedyczne, które obejmują nieinwazyjne badania diagnostyczne, w tym obrazowanie za pomocą ultradźwięków.